# Similor
Die Similor AG ist ein Armaturenhersteller in der Schweiz mit Sitz in Laufen. Das Unternehmen produziert Armaturen der Marken arwa, Similor Kugler, Sanimatic und Laufen für Waschtisch, Bidet, Badewanne, Dusche und Küche.

## Geschichte

### Gründung

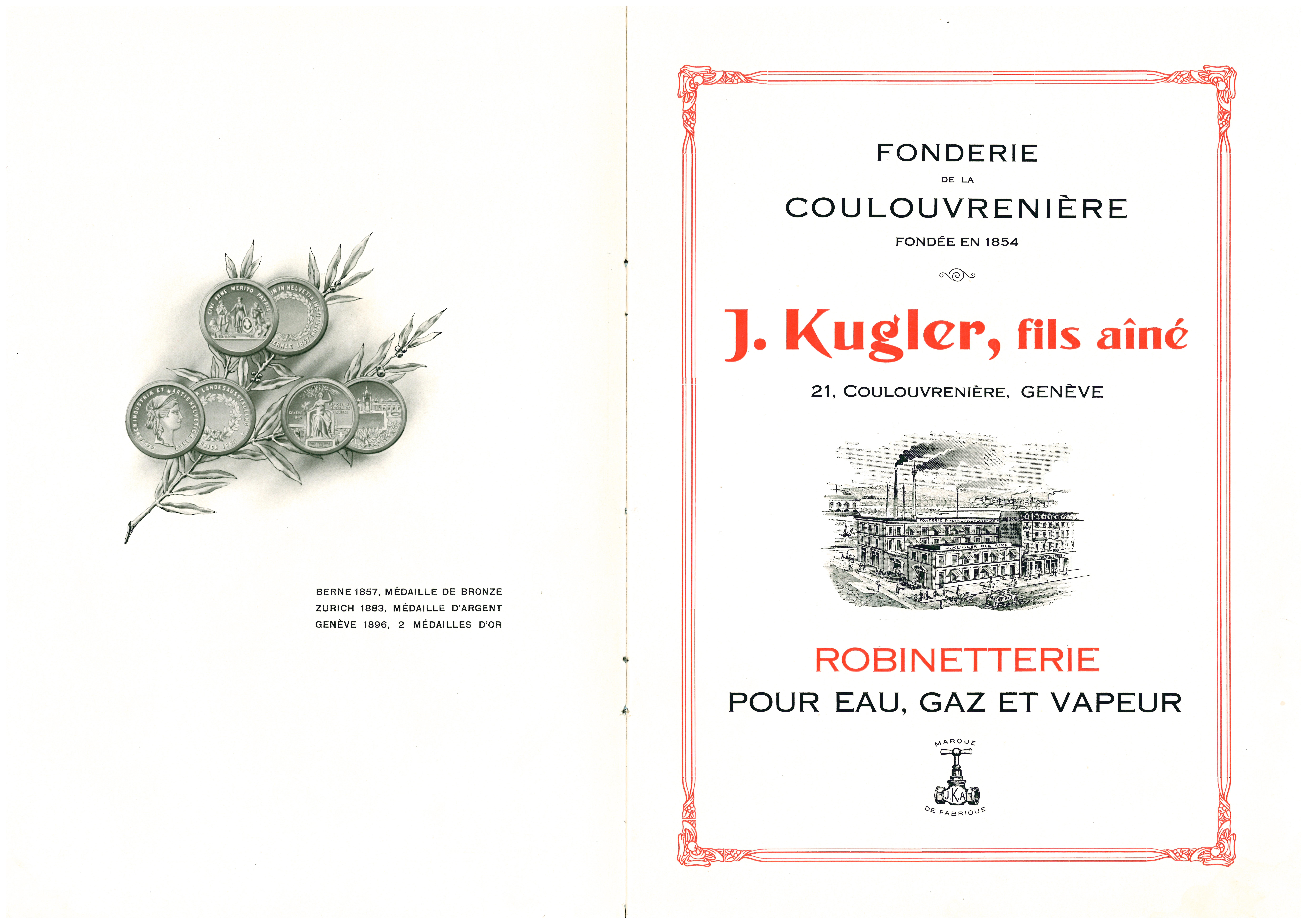
Medaillen & Plakat

J. Kugler, Landesausstellung Genf, 1896

Gegründet wurde die Firma im Jahr 1846, als kleines Giessereiatelier in Lausanne von Henri Jean Charles Kugler. Er stellte Messingprodukte, Öl- und Petrollampen her. 1854 gründete er offiziell die Firma Kugler.
Auf der dritten Schweizerischen Industrieausstellung in Bern, im Jahr 1857 präsentierte die Firma Kugler Vasen, Tischleuchten, Lampen und Kerzenständer aus Messing und wurden dafür mit der Bronzemedaille ausgezeichnet. Eine Silbermedaille folgte 1883 bei der ersten Schweizer Landesausstellung in Zürich, zwei Goldmedaillen 1896 bei der zweiten Schweizer Landesausstellung in Genf. 1863 erfolgte der Umzug von Lausanne nach Genf, wo die Firma Kugler als erstes Schweizer Unternehmen mit der Herstellung von Wasser- und Gasarmaturen begann.

### Entwicklung
Weil der Platzbedarf für das stetig wachsende Unternehmen immer grösser wurde, zog man 1870 ins Genfer Quartier Coulouvrenière, wo weitere Produktionshallen gebaut wurden. Im Jahr 1890 übernahm Jean Kugler, der Sohn von Charles Kugler, offiziell die Firmenleitung. Der Wechsel in der Geschäftsleitung fand in einem Zeitraum statt, in der die Einführung der Hauswasserversorgung in weiten Teilen der Schweiz eine hohe Nachfrage nach Armaturen auslöste. Obwohl die Firma Kugler ihre Produktionswerkstätten in Coulouvrenière bereits mehrmals erweitert hatte, wurden die Platzverhältnisse immer knapper. Aus diesem Grund erwarb der mittlerweile ebenfalls im Geschäft tätige Sohn von Jean Kugler, namens Charles Kugler, die Fabrikhallen der Gardy SA in der Genfer Jonction. Dort richtete er im Jahr 1930 eine Armaturenfabrik und Metallgiesserei ein.
Im 20. Jahrhundert entstanden neben den Firmen Kugler mit der Firma Similor und anderen weitere Schweizer Armaturenhersteller. Im Jahr 1955 nahm die Armaturenfabrik Wallisellen AG (arwa AG) und 1990 die Sanimatic AG in Geroldswil die Armaturenproduktion auf. Die Similor SA erwarb 1996 die Kugler Robinetterie SA und zeichnete fortan als Similor Kugler SA. Im Folgejahr wurde die Sanimatic AG und im Jahr 2003 die arwa AG übernommen. 2007 trat die Similor Kugler SA in das spanische Familienunternehmen Roca ein, zu welchem bereits Laufen gehörte. 2009 fusionierten die drei Gesellschaften Similor Kugler SA, arwa AG und Sanimatic AG, es entstand die Similor AG, die seit dem 4. Januar 2010 am Standort in Laufen tätig ist. Mit dem Bau des Showrooms „Laufen Forum“, der Verlegung der Similor-Produktionsstätten nach Laufen und dem Umbau der alten Ausstellung zum Trainingscenter wurde in Laufen ein Badkompetenzzentrum geschaffen.

### Similor AG heute
Die heutige Similor AG mit Sitz in Laufen/BL gehört zu den führenden Schweizer Armaturenherstellern und beschäftigt rund 200 Mitarbeiter. In der Produktionshalle werden Qualitätsarmaturen der Marken arwa, Similor Kugler, Sanimatic und Laufen für den nationalen und internationalen Markt hergestellt.

### Innovationen
Der 1947 entwickelte Kuglostat war der erste in der Schweiz produzierte und verkaufte Mischer. Die Plastikgriffe der bis heute erhältlichen Serie Silor waren 1954 ein absolutes Novum in der Branche, genauso wie die Griffe der Serie Sahara, die nach ihrer Einführung 1974 häufig kopiert wurden. In den Jahren 1997 und 2003 brachte Similor die ersten wasser- und energiesparenden Armaturen mit den Steuerpatronen Ecototal, respektive Ecototal+ auf den Markt.

## Produktion und Standorte

### Hauptsitz
Die Similor AG hat ihren Hauptsitz in Laufen, Baselland. Hier werden auch die Armaturen der Marken arwa, Similor Kugler, Sanimatic und Kartell by Laufen produziert und gelagert.

### Weitere Standorte
Wallisellen, Liebefeld und Carouge.